# دهستان توابع کجور
توابع کجور، دهستانی است از توابع بخش کجور شهرستان نوشهر در استان مازندران ایران.

## جمعیت
براساس سرشماری سال ۱۳۸۵جمعیت آن ۴۸۵۱ نفر (۱۳۴۷ خانوار) بوده‌است.